# شلانلیکولوو
شلانلیکولوو (انگلیسی: Shlanlykulevo) یک شهرک در شهرستان بوزدیاکسکی باشقیرستان کشور روسیه است.